# Lenka Masná
Lenka Masná (ur. 22 kwietnia 1985 w Nowym Jiczynie) – czeska lekkoatletka specjalizująca się w biegu na 800 metrów. Okazjonalnie biega także w sztafecie 4 × 400 metrów.
Ósma zawodniczka młodzieżowych mistrzostw Europy z 2007. W 2009 startowała na mistrzostwach świata w Berlinie, na których dotarła do półfinału. Na eliminacjach zakończyła swój występ podczas halowych mistrzostw świata w Dosze (2010). W tym samym roku była szósta na europejskim czempionacie w Barcelonie. Uczestniczka halowych mistrzostw Europy z roku 2011. Bez powodzenia startowała na halowym czempionacie globu w Stambule (2012). W tym samym roku dotarła do półfinału mistrzostw Starego Kontynentu oraz odpadła w eliminacjach podczas igrzysk olimpijskich. Na początku 2013 zdobyła brąz halowego czempionatu Europy w sztafecie 4 × 400 metrów. W tym samym roku zajęła 8. miejsce w biegu na 800 metrów podczas mistrzostw świata w Moskwie. W 2014 była szósta na halowych mistrzostwach świata w Sopocie.
Wielokrotna medalistka mistrzostw Czech oraz reprezentantka kraju w pucharze Europy oraz drużynowym czempionacie Europy.

## Osiągnięcia
| Rok  | Impreza                                 | Miejsce   | Konkurencja             | Lokata      | Wynik   |
| ---- | --------------------------------------- | --------- | ----------------------- | ----------- | ------- |
| 2007 | I liga pucharu Europy                   | Vaasa     | bieg na 800 metrów      | 4. miejsce  | 2:06,73 |
| 2007 | I liga pucharu Europy                   | Vaasa     | sztafeta 4 × 400 metrów | 4. miejsce  | 3:36,61 |
| 2007 | Młodzieżowe mistrzostwa Europy          | Debreczyn | bieg na 800 metrów      | 8. miejsce  | 2:04,17 |
| 2008 | I liga pucharu Europy                   | Leiria    | sztafeta 4 × 400 metrów | 3. miejsce  | 3:35,59 |
| 2009 | Superliga drużynowych mistrzostw Europy | Leiria    | bieg na 800 metrów      | 5. miejsce  | 2:00,10 |
| 2009 | Superliga drużynowych mistrzostw Europy | Leiria    | sztafeta 4 × 400 metrów | eliminacje  | 3:34,87 |
| 2009 | Mistrzostwa świata                      | Berlin    | bieg na 800 metrów      | półfinał    | 2:02,55 |
| 2010 | Halowe mistrzostwa świata               | Doha      | bieg na 800 metrów      | eliminacje  | 2:03,59 |
| 2010 | Mistrzostwa Europy                      | Barcelona | bieg na 800 metrów      | 6. miejsce  | 1:59,91 |
| 2011 | Halowe mistrzostwa Europy               | Paryż     | bieg na 800 metrów      | eliminacje  | 2:06,05 |
| 2011 | Superliga drużynowych mistrzostw Europy | Sztokholm | bieg na 800 metrów      | 12. miejsce | 2:08,43 |
| 2012 | Halowe mistrzostwa świata               | Stambuł   | bieg na 800 metrów      | eliminacje  | 2:03,08 |
| 2012 | Mistrzostwa Europy                      | Helsinki  | bieg na 800 metrów      | półfinał    | 2:05,75 |
| 2012 | Igrzyska olimpijskie                    | Londyn    | bieg na 800 metrów      | eliminacje  | 2:08,68 |
| 2013 | Halowe mistrzostwa Europy               | Göteborg  | bieg na 800 metrów      | półfinał    | 2:03,40 |
| 2013 | Halowe mistrzostwa Europy               | Göteborg  | sztafeta 4 × 400 metrów | 3. miejsce  | 3:28,49 |
| 2013 | I liga drużynowych mistrzostw Europy    | Dublin    | bieg na 800 metrów      | 2. miejsce  | 2:03,53 |
| 2013 | I liga drużynowych mistrzostw Europy    | Dublin    | sztafeta 4 × 400 metrów | 2. miejsce  | 3:36,95 |
| 2013 | Mistrzostwa świata                      | Moskwa    | bieg na 800 metrów      | 8. miejsce  | 2:00,59 |
| 2014 | Halowe mistrzostwa świata               | Sopot     | bieg na 800 metrów      | 6. miejsce  | 2:02,46 |
| 2014 | Mistrzostwa Europy                      | Zurych    | bieg na 800 metrów      | półfinał    | 2:01,80 |
| 2015 | Halowe mistrzostwa Europy               | Praga     | bieg na 800 metrów      | półfinał    | 2:10,36 |
| 2015 | I liga drużynowych mistrzostw Europy    | Heraklion | bieg na 800 metrów      | 2. miejsce  | 2:01,93 |
| 2015 | I liga drużynowych mistrzostw Europy    | Heraklion | sztafeta 4 × 400 metrów | 1. miejsce  | 3:32,37 |
| 2017 | Halowe mistrzostwa Europy               | Belgrad   | bieg na 800 metrów      | eliminacje  | 2:05,64 |

## Rekordy życiowe
- bieg na 400 metrów – 53,02 (2012)
- bieg na 400 metrów (hala) – 53,73 (2012)
- bieg na 800 metrów – 1:59,56 (2010)
- bieg na 800 metrów (hala) – 2:01,25 (2014)